# Mayara Vaz
Mayara Andreia Vaz Moreira (Belém, 22 de abril de 1995) é uma jogadora de futebol brasileira.

## Carreira
Ela tem passagens por diversos clubes, bem como Madre Celeste (2007–2012), Avaí Kindermann (2013–2015), Iranduba (2016–2019), Hebei FC, da China, (2019–2020), Cruzeiro (2021), Botafogo (2022), entre outros.
Em 2012, integrou a Seleção Brasileira que disputou a Copa do Mundo Sub-17. Durante a competição, a atleta sofreu fratura da fíbula e rompimento do ligamento do tornozelo esquerdo jogando contra o México.
Mayara venceu o Campeonato Catarinense em 2013, 2014 e 2015. Em 2015, sagrou-se campeã da Copa do Brasil de Futebol Feminino de 2015. Ela venceu o Campeonato Amazonense em 2016, 2017 e 2018. Em 2018, foi terceiro lugar na Copa Libertadores da América.